# 법인세 (대한민국)
대한민국의 법인세는 국내에 본점이나 주사무소 또는 사업의 실질적 관리장소를 둔 법인(내국법인)에게 과세하는 세금으로 국내외에서 발생하는 모든 소득에 대하여 법인세 납세의무가 있으며, 외국에 본점 또는 주사무소를 둔 법인(외국법인)은 국내에서 발생하는 소득 중 법에서 정한 것(국내원천소득)에 한하여 법인세 납세의무가 있다.

## 각 사업연도의 소득에 대한 법인세
각사업연도소득에 대한 법인세의 계산 과정을 간략하게 정리하면 다음과 같다.
- 익금에서 손금을 차감하여 각 사업연도의 소득금액을 계산
- 각 사업연도의 소득금액에서 출발하여 이월결손금 공제, 비과세 소득, 소득감면을 적용하여 과세표준을 산출
- 세율을 곱하여 산출세액을 계산
- 세액공제, 가산세, 기납부세액 등을 고려하여 최종 납부세액 계산

## 법인세율
대한민국의 법인세율은 각 사업도의 소득에 따라 영리 및 비영리법인 그리고 당기순이익 과세공공법인으로 차별 적용된다. 1991년부터 2007년까지는 과세표준 1억을 기준으로 2단계 법인세율을 적용하였고, 2008년부터 2011년까지는 과세표준 기준 금액을 2억으로 상향하였다. 2012년부터는 과세표준 2억 초과 ~ 200억 이하 구간을 신설하여 3단계 법인세율을 적용하였고, 2018년부터는 과세표준 3,000억 초과 구간을 신설하여 4단계 법인세율을 적용하고 있다.

### 영리 및 비영리법인
- 2023년이후

| 과세표준                  | 세율 | 누진공제       |
| ------------------------- | ---- | -------------- |
| 2억원 이하                | 9%   | 0              |
| 2억원 초과 ~ 200억원 이하 | 19%  | 2,000만원      |
| 200억원 ~ 3,000억원 이하  | 21%  | 4억 2,000만원  |
| 3,000억 초과              | 24%  | 94억 2,000만원 |

- 2018년 ~ 2022년

| 과세표준                  | 세율 | 누진공제       |
| ------------------------- | ---- | -------------- |
| 2억원 이하                | 10%  | 0              |
| 2억원 초과 ~ 200억원 이하 | 20%  | 2,000만원      |
| 200억원 ~ 3,000억원 이하  | 22%  | 4억 2,000만원  |
| 3,000억 초과              | 25%  | 94억 2,000만원 |

- 2012년 ~ 2017년

| 과세표준                  | 세율 | 누진공제      |
| ------------------------- | ---- | ------------- |
| 2억원 이하                | 10%  | 0             |
| 2억원 초과 ~ 200억원 이하 | 20%  | 2,000만원     |
| 200억원 초과              | 22%  | 4억 2,000만원 |

- 2010년 ~ 2011년

| 과세표준   | 세율 | 누진공제  |
| ---------- | ---- | --------- |
| 2억원 이하 | 10%  | 0         |
| 2억원 초과 | 22%  | 2,400만원 |

- 2009년
  - 2억원 이하 : 11%, 2억원 초과 : 22%(2,200만원 누진 공제)
- 2008년
  - 2억원 이하 : 11%, 2억원 초과 : 25%(2,800만원 누진 공제)
- 2005년 ~ 2007년

| 과세표준   | 세율 | 누진공제  |
| ---------- | ---- | --------- |
| 1억원 이하 | 13%  | 0         |
| 1억원 초과 | 25%  | 1,200만원 |

- 2002년 ~ 2004년
  - 1억원 이하 : 15%, 1억원 초과 : 27%
- 1996년 ~ 2001년
  - 1억원 이하 : 16%, 1억원 초과 : 28%
- 1995년
  - 1억원 이하 : 18%, 1억원 초과 : 30%
- 1994년
  - 1억원 이하 : 18%, 1억원 초과 : 32%
- 1991년 ~ 1993년
  - 1억원 이하 : 20%, 1억원 초과 : 34%

### 공공법인
- 2008년부터는 영리및비영리법인에 통합
- 2005년 ~ 2007년
  - 1억원 이하 : 13%, 1억원 초과 : 25%
- 2002년 ~ 2004년
  - 1억원 이하 : 15%, 1억원 초과 : 27%
- 1998년 ~ 2001년
  - 1억원 이하 : 16%, 1억원 초과 : 28%
- 1996년 ~ 1997년
  - 1억원 이하 : 16%, 1억원 초과 : 25%
- 1994년 ~ 1995년
  - 1억원 이하 : 18%, 1억원 초과 : 25%
- 1991년 ~ 1993년
  - 1억원 이하 : 17%, 1억원 초과 : 25%

### 당기순이익 과세공공법인 (조합, 새마을금고)
- 2015년이후

| 과세표준    | 세율 | 누진공제  |
| ----------- | ---- | --------- |
| 20억원 이하 | 9%   | 0         |
| 20억원 초과 | 12%  | 6,000만원 |

- 2009년 ~ 2014년
  - 과세표준 전액 9%
- 1998년 ~ 2008년
  - 과세표준 전액 12%
- 1991년 ~ 1997년
  - 과세표준 전액 10%

## 법인세 중간예납
법인세 중간예납은 기업의 조세부담을 분산하고 균형적인 재정수입 확보를 위해 법인세의 일부를 미리 납부하는 제도로 사업연도 개시일부터 6개월간을 중간예납기간으로 하여 중간예납기간이 지난날부터 2개월 이내에 신고·납부하여야 한다.

## 연결납세제도
내국법인으로서 모(母)회사와 자(子)회사가 경제적으로 결합되어 있는 경우, 경제적 실질에 따라 해당 모회사와 자회사를 하나의 과세단위로 보아 소득을 통산하여 법인세를 과세하는 제도이다. 연결모법인은 각 연결사업연도 종료일이 속하는 달의 말일부터 4개월 이내에 연결소득에 대한 법인세 과세표준과 세액을 신고·납부해야 한다.

## 같이 보기
- 지방세